# Gefährliche Reise (1972)
Gefährliche Reise ist ein Mehrteiler der DEFA im Auftrag des Deutschen Fernsehfunks (DFF). Er wurde 1971 und 1972 in sechs Folgen produziert und vom 23. März bis zum April 1972 erstausgestrahlt sowie im Juni und Juli 1973 wiederholt.
Der Schwarzweißfilm ist ein Beitrag der DEFA zur Darstellung Westdeutschlands in der Nachkriegszeit 1949, wie sie dem ideologischen Selbstverständnis der DDR entspricht: Nach der Dimitroff-These sei Faschismus eine Folge der chauvinistischen und imperialistischen Elemente des Finanzkapitals. Die These ermöglicht die Abgrenzung zum Westen, der den Faschismus aufgrund des vorherrschenden Kapitalismus noch nicht überwunden habe. Der Film soll dokumentieren, dass (und weshalb) die Bundesrepublik die Aufarbeitung des Nationalsozialismus nicht bewältigen könne.

## Handlung
Fred Paulsen aus Zwickau besucht erstmals nach Kriegsende seine Verwandten im bayerischen Eisenthal. Dabei wird er in einen Mordfall verwickelt und schließlich verhaftet. Während er verhört wird, muss er erkennen, dass es den Behörden nicht um die Aufklärung des Falles geht, sondern nur darum, möglichst schnell einen Schuldigen zu finden. Ob er tatsächlich der Täter ist, interessiert die Ermittler nicht. Schließlich gelingt Paulsen die Flucht. Er ermittelt jetzt selbst. Dabei stößt er auf ein Netzwerk ehemaliger SS-Angehöriger. Zu ihnen gehört auch sein Bruder Lothar. Und der will um jeden Preis seine Vergangenheit geheim halten und schreckt auch vor Mord nicht zurück. Denn seine Vergangenheit gefährdet seine Karriere bei einem Unternehmen der Chemieindustrie. Es entwickelt sich ein Abenteuer mit Verfolgungsjagden, Überfällen, Erpressung und Mord. Paulsen muss schnell erkennen: Jetzt ist auch er in Lebensgefahr.
Folgen
1. Frühling 49
2. Der Gejagte
3. Die Jäger
4. Auf der Spur
5. Die Insel
6. Die Heimkehr